# Ями (Підкарпатське воєводство)
Ями (пол. Jamy) — село в Польщі, у гміні Вадовиці-Ґурні Мелецького повіту Підкарпатського воєводства.
Населення — 977 осіб (2011).
У 1975-1998 роках село належало до Тарновського воєводства.

## Демографія
Демографічна структура станом на 31 березня 2011 року:
|          | Загалом | Допрацездатний вік | Працездатний вік | Постпрацездатний вік |
| -------- | ------- | ------------------ | ---------------- | -------------------- |
| Чоловіки | 475     | 111                | 308              | 56                   |
| Жінки    | 502     | 126                | 267              | 109                  |
| Разом    | 977     | 237                | 575              | 165                  |